# 下奥井駅
下奥井駅（しもおくいえき）は、富山県富山市下奥井2丁目にある、富山地方鉄道富山港線の駅である。駅番号はC30。

## 歴史
- 1927年（昭和2年）6月1日：富岩鉄道の駅として開業し、旅客の取扱を開始する[2][3]。
- 1930年（昭和5年）：貨物の取扱を開始する[4]。
- 1941年（昭和16年）12月1日：富山電気鉄道富岩線の駅となる[5]。
- 1943年（昭和18年）
  - 1月1日：社名変更により富山地方鉄道富岩線の駅となる[6]。
  - 6月1日：国有化により鉄道省（国鉄）富山港線の駅となる[7]。一般駅であるが、集貨及び配達の取扱は行わない[7]。
- 1946年（昭和21年）7月1日：集貨及び配達の取扱を開始する[8]。
- 1969年（昭和44年）10月1日：手荷物及び小荷物の配達取扱を廃止する[9]。
- 1972年（昭和47年）10月2日：旅客、手荷物、小荷物及び専用線発着車扱貨物を取扱う駅となる[10]。
- 1974年（昭和49年）10月1日：旅客、荷物及び専用線発着車扱貨物を取扱う駅となる[11]。
- 1982年（昭和57年）11月15日：専用線発着車扱貨物の取扱を廃止する[12]。
- 1984年（昭和59年）2月1日：荷物の取扱を廃止する[13]。
- 1987年（昭和62年）4月1日：国鉄分割民営化により、西日本旅客鉄道（JR西日本）の駅となる[3]。
- 2006年（平成18年）
  - 3月1日：西日本旅客鉄道（JR西日本）の駅としては廃止となる[5]。
  - 4月29日：富山ライトレールの駅として再開業する[5]。
- 2020年（令和2年）2月22日：富山ライトレールが富山地方鉄道に吸収合併されることに伴い、再び富山地方鉄道の駅となる[14][15]。

## 駅構造

### LRT化後
千鳥式ホーム2面1線の地上駅であり、下奥井踏切を挟んで上下ホームがある。
ホームは低床ホームとなっており、旅客上屋等の設備が設けられている。LRT化後の富山港線の各駅及び各停留場においては、各電停の旅客上屋壁面を「個性化壁」と称して駅周辺の文化や歴史を伝える意匠を施しているが、当駅においては山口久美子がデザインを手がけ、当駅旧駅舎がモチーフとなったイメージグラフィックが掲出されている。当駅における個性化壁の協賛企業は、富山化学工業である。
花壇が設置されており、近隣住民や富山県立富山聴覚総合支援学校の生徒、富山化学工業の社員等によって整備されている。

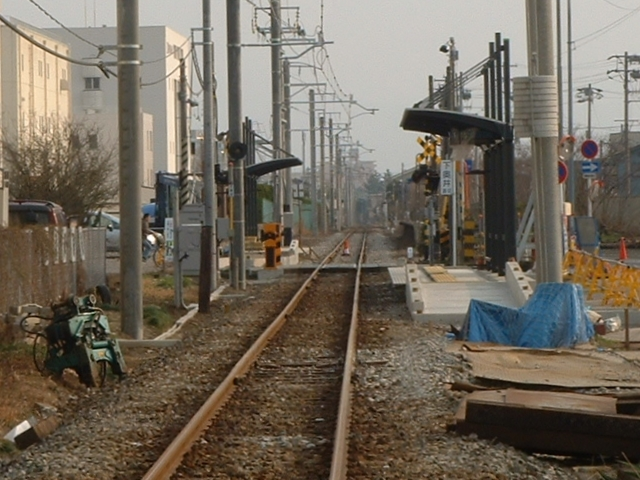
工事中の下奥井駅 （2006年3月）

#### のりば
| のりば | 路線      | 方向 | 行先       |
| ------ | --------- | ---- | ---------- |
| 1      | ■富山港線 | 下り | 岩瀬浜方面 |
| 2      | ■富山港線 | 上り | 富山駅方面 |

※同じ線路を用いるため、「方面別のりば」となっている。

### 普通鉄道当時
単式ホーム1面1線をもつ地上駅であった。かつては列車同士の行き違いが可能であり、相対式ホーム2面2線の構造を有していたが、撤去された。

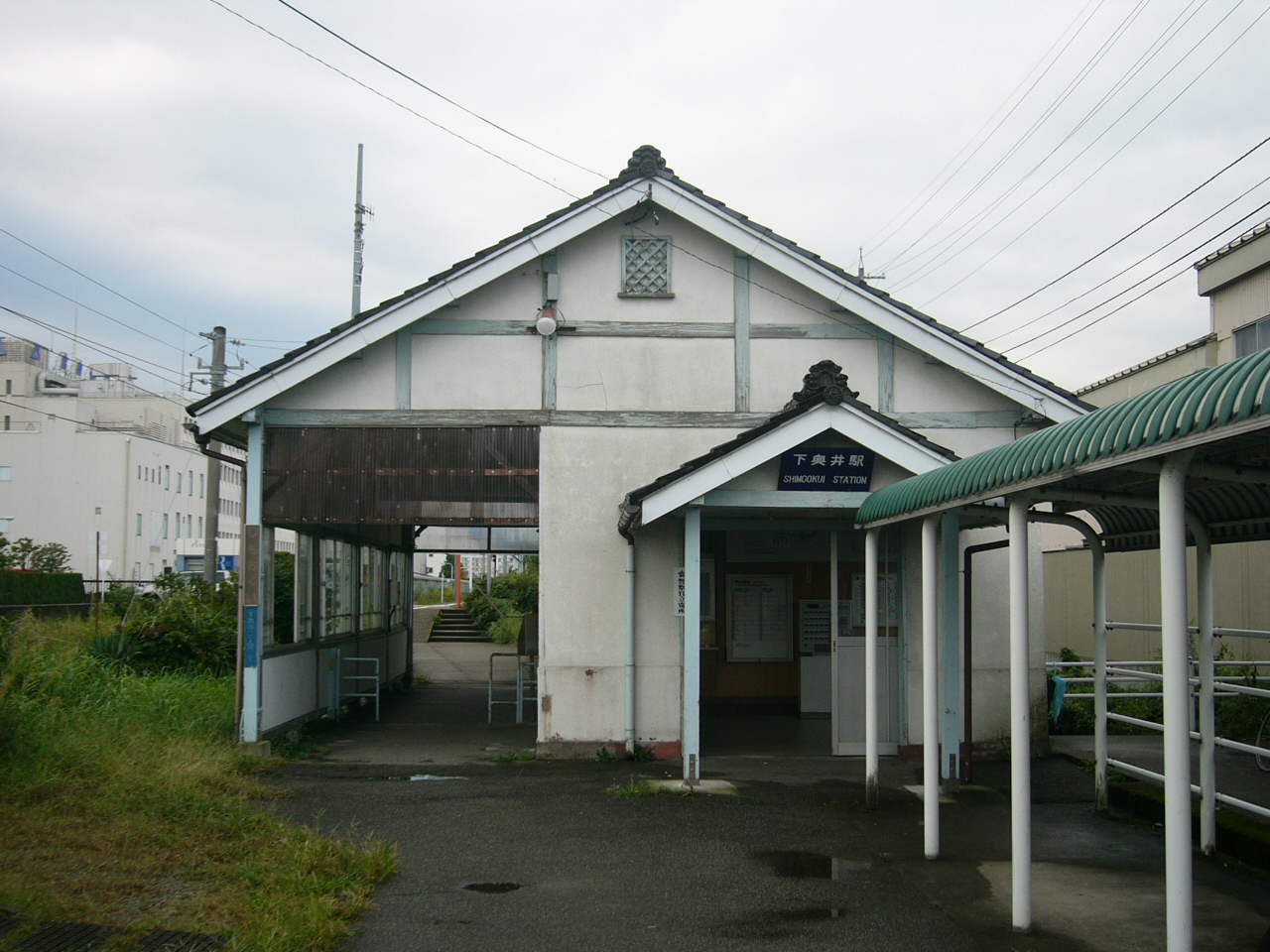
JR時代の下奥井駅（2005年10月）
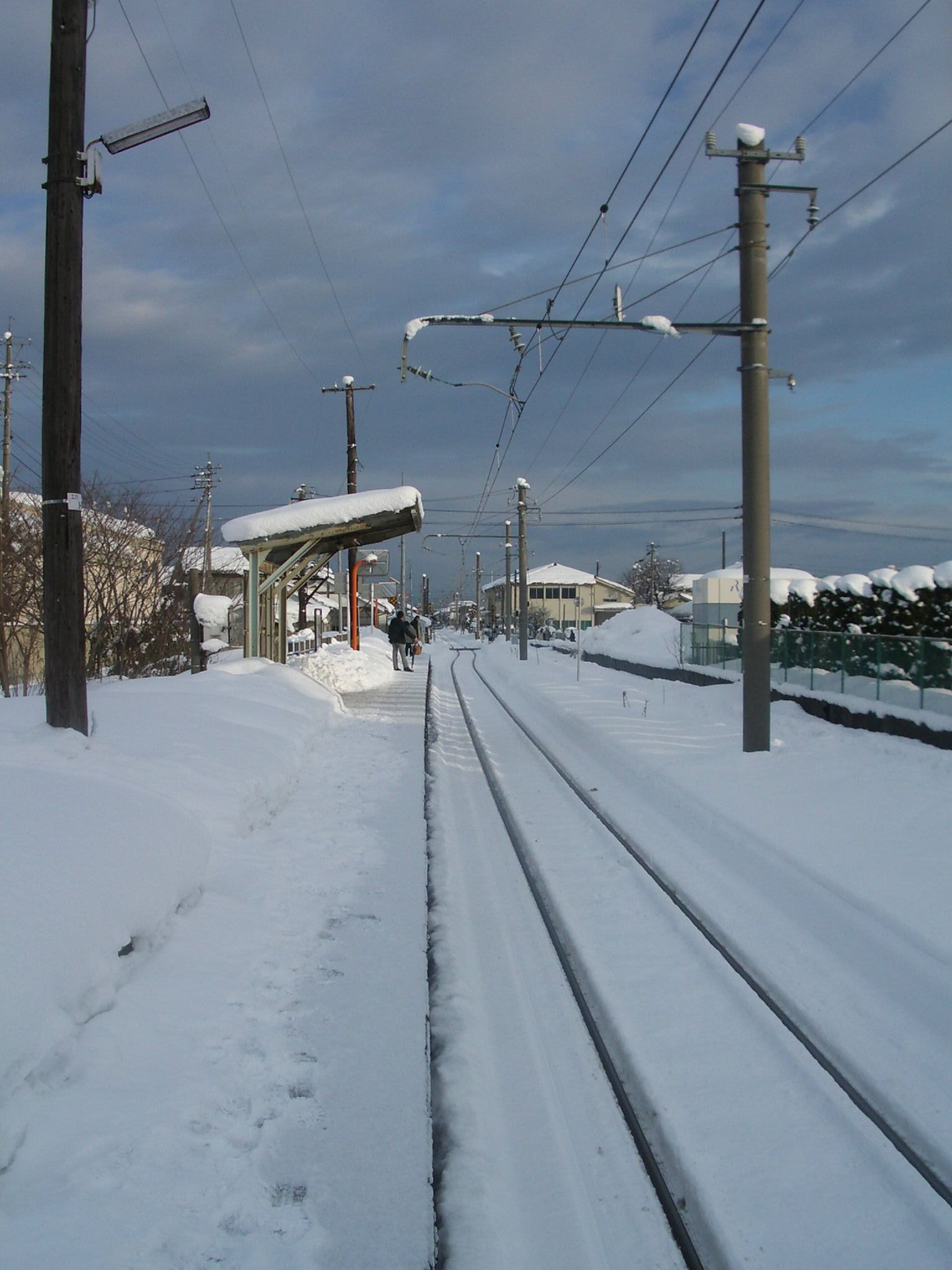
ホーム（2006年1月）

## 貨物取扱

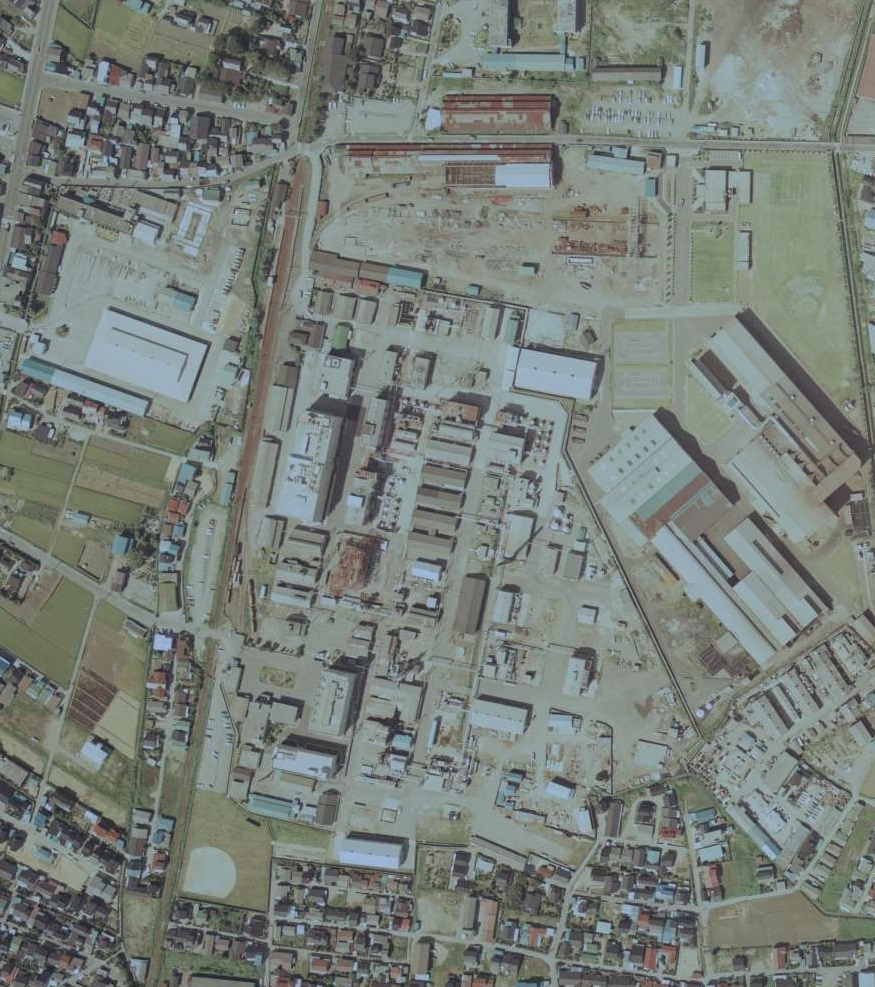
1975年（昭和50年）9月6日撮影の当駅周辺航空写真

当駅における貨物取扱は、1982年（昭和57年）11月15日に廃止された。廃止時には専用線発着車扱貨物に限定されており、全盛期の1970年（昭和45年）度においては発着合計3万4821トンであったが、1981年（昭和56年）度には6295トンまで減少していた。廃止後の貨物は富山駅か富山港駅で取扱うこととされた。
1953年（昭和28年）10月10日付『鉄道公報』第1254号通報専用線一覧別表掲載中、当駅接続の専用線は次の通りであった。
- 道益産業線（第三者使用：日本通運、動力：手押、作業粁程：0.2粁）

1970年（昭和45年）10月1日現在における当駅接続の専用線は以下の通りであった。
- 大谷製鉄線（通運事業者等：日本通運及び富山通運、動力：私有機関車、作業粁程：0.3粁、総延長粁程：0.4粁）
- 富山化学工業線（通運事業者等：富山通運、動力：手押、作業粁程：0.2粁、総延長粁程：0.3粁）

## 利用状況
『富山県統計年鑑』によると、当駅における各年度の一日平均乗車人員は以下の通りであった。
| 年度   | 1日平均 乗車人員 |
| ------ | ---------------- |
| 1997年 | 414              |
| 1998年 | 371              |
| 1999年 | 336              |
| 2000年 | 296              |
| 2001年 | 296              |
| 2002年 | 219              |
| 2003年 | 196              |
| 2004年 | 198              |
| 2005年 | 209              |

近年の1日平均乗降人員は以下の通り。
| 年度   | 1日平均 乗降人員 |
| ------ | ---------------- |
| 2013年 | 210              |
| 2014年 | 153              |
| 2015年 | 205              |
| 2016年 | 171              |
| 2017年 | 242              |
| 2018年 | 241              |

## 駅周辺
- 富山化学工業富山事業所
- 富山県立富山聴覚総合支援学校（立山重工業青年学校跡地[28]）
- 富山エフエム放送（FMとやま）本社
- チューリップテレビ本社
- 富山市立奥田小学校
- アルビス 奥田店

## 隣の駅
富山地方鉄道
■富山港線
奥田中学校前駅 (C29) - 下奥井駅 (C30) - 粟島（大阪屋ショップ前）駅 (C31)

### かつて存在した路線
西日本旅客鉄道
富山港線（旧線）
富山口駅 - 下奥井駅 - 越中中島駅